# Kingdom Centre
A Kingdom Centre más néven Al Mamlaka Tower (arabul: برج المملكة) egy felhőkarcoló Rijádban, Szaúd-Arábiában. Jelenleg ez a második legmagasabb felhőkarcoló Szaúd-Arábiában, a magassága 302,3 méter (992 láb). Ez a harmadik legnagyobb lyukú épület a világon (az SWFC és Tuntex Sky Tower után). Az Al Mamlaka Tower összesen 41 emeletet tartalmaz és két föld alatti szintet. Az Al Mamlaka Tower tulajdonosa Al-Waleed bin Talal, a szaúdi királyi család hercege. Ugyancsak a központja a Kingdom Holding Company vállalatnak. A projekt teljes költsége egymilliárd amerikai dollár, a szerződést a szaúd-arábiai Al-Seif és az olasz Impregilo cégek írták alá.